# 小行星11419
小行星11419（11419 Donjohnson）是一颗绕太阳运转的小行星，为主小行星带小行星。该小行星于1999年5月16日发现。

## 轨道参数
小行星11419的轨道半长轴为3.0207478 UA，离心率为0.084。